# Charles II Le Moyne
Pour les articles homonymes, voir Le Moyne.
Charles II Le Moyne ou Charles Le Moyne de Longueuil (Montréal, 10 décembre 1656 - Montréal, 7 juin 1729) était un militaire et politicien de la Nouvelle-France. Il fut le tout premier baron de Longueuil, en Nouvelle-France lorsqu'en 1700, Louis XIV éleva la seigneurie de Longueuil en baronnie.

## Biographie
Charles II Le Moyne est le fils de Charles Le Moyne. Lieutenant du régiment de Saint-Laurent depuis 1680, Charles II est seigneur de Longueuil depuis le 9 janvier 1684. Charles Le Moyne épouse à Paris le 7 mai 1681 Claude-Élisabeth Souart baptisée à Blois.
Une plaque commémorant ses différents voyages à travers le Nouveau-Monde (île Saint-Christophe, Hudson, etc.) est visible dans le musée de l'histoire cubaine à La Havane (ancienne place d'armes).
Charles II Le Moyne est un important administrateur de la colonie. Il est nommé chevalier de l'ordre militaire de Saint-Louis en 1703, major de Montréal en 1706, lieutenant du roi à Montréal en 1710, gouverneur de Trois-Rivières en 1720, gouverneur de Montréal en 1724 — il succède à Claude de Ramezay — et finalement, en 1725, administrateur général de la Nouvelle-France. Il a fondé une brasserie sur son domaine.
Il est une des très rares personnes au Québec à posséder des esclaves noirs.
En 1681, il épouse Élisabeth Souart d'Adoncourt, puis épouse Marguerite Le Gardeur de Tilly en secondes noces, en 1727.

## Descendance actuelle de Charles Le Moyne

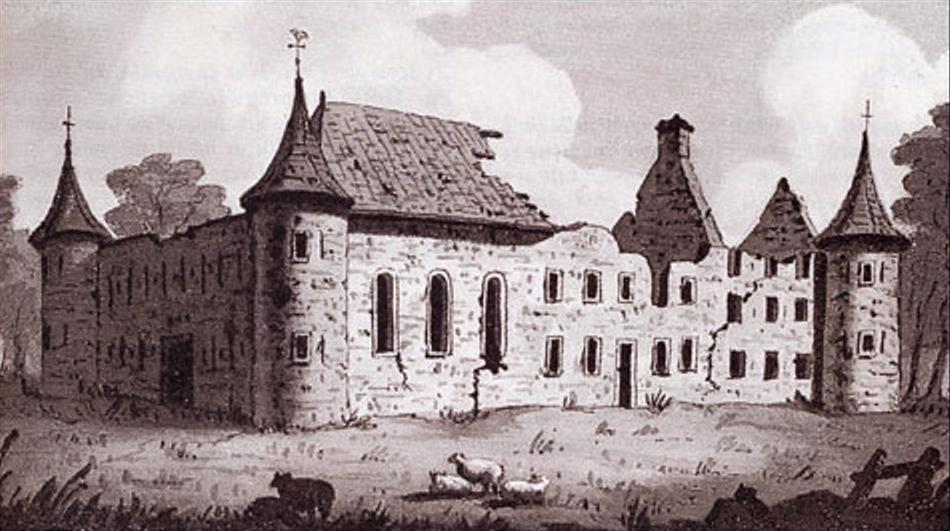
Le château fort de Longueuil

De la nombreuse descendance de Charles Le Moyne, premier seigneur de Longueuil, subsistent aujourd’hui deux branches, « Longueuil » et « Sérigny » :
- La branche aînée, « Longueuil », représentée par la famille Grant dont les membres sont parents et sujets de sa Majesté la reine d’Angleterre et par la famille de Germain.
- La branche « Sérigny » représentée par la famille Le Moyne de Sérigny, branche dont les couleurs des armoiries ont été modifiées du fait qu’elle ne soit pas l’aînée.

Lorsqu'en 1700, Louis XIV éleva Charles Le Moyne, deuxième seigneur de Longueuil, au rang de baron, il prit soin de préciser que ce titre se transmettrait à ses descendants « sujets de la couronne de France ». Sage précaution étant donné la situation précaire que connaissait alors la Nouvelle-France.
Par ailleurs, en raison du lourd tribut en vies humaines qu’eut à payer la famille Le Moyne de Longueuil, engagée dans le conflit armé qui opposait la France à l'Angleterre, au point que la descendance mâle ne fut plus assurée, le titre de baron de Longueuil devint « transmissible par les femmes », ce qui lui permit de ne pas s'éteindre.
Ainsi, Agnès Le Moyne de Longueuil, fille cadette du second baron de Longueuil, épousa le chevalier Joseph de Germain (héros de Fort Carillon) le 11 décembre 1755 et Marie-Charles-Joseph Le Moyne de Longueuil, enfant unique du troisième baron de Longueuil, épousa David Alexander Grant, le 7 mai 1781.